# Morrison Hotel
Morrison Hotel és el cinquè àlbum d’estudi de la banda de rock estatunidenca The Doors, publicat al 1970 per Elektra Records.
A diferència del seu predecessor, The Soft Parade, on van fer ús de seccions de corda i metall recomanats pel seu productor Paul A. Rothchild, amb aquest àlbum la banda va tornar al seu estil inicial de blues rock. Aquest canvi va ser àmpliament ben rebut pel públic, fet que va contribuir a aconseguir el número 4 de la llista Billboard 200 i la millor posició d’un disc seu a les llistes d’èxits del Regne Unit, on va arribar al número 12.
L’àlbum es va dividir ens dues parts anomenades amb títols propis, "Hard Rock Cafe" i "Morrison Hotel".

## Enregistrament

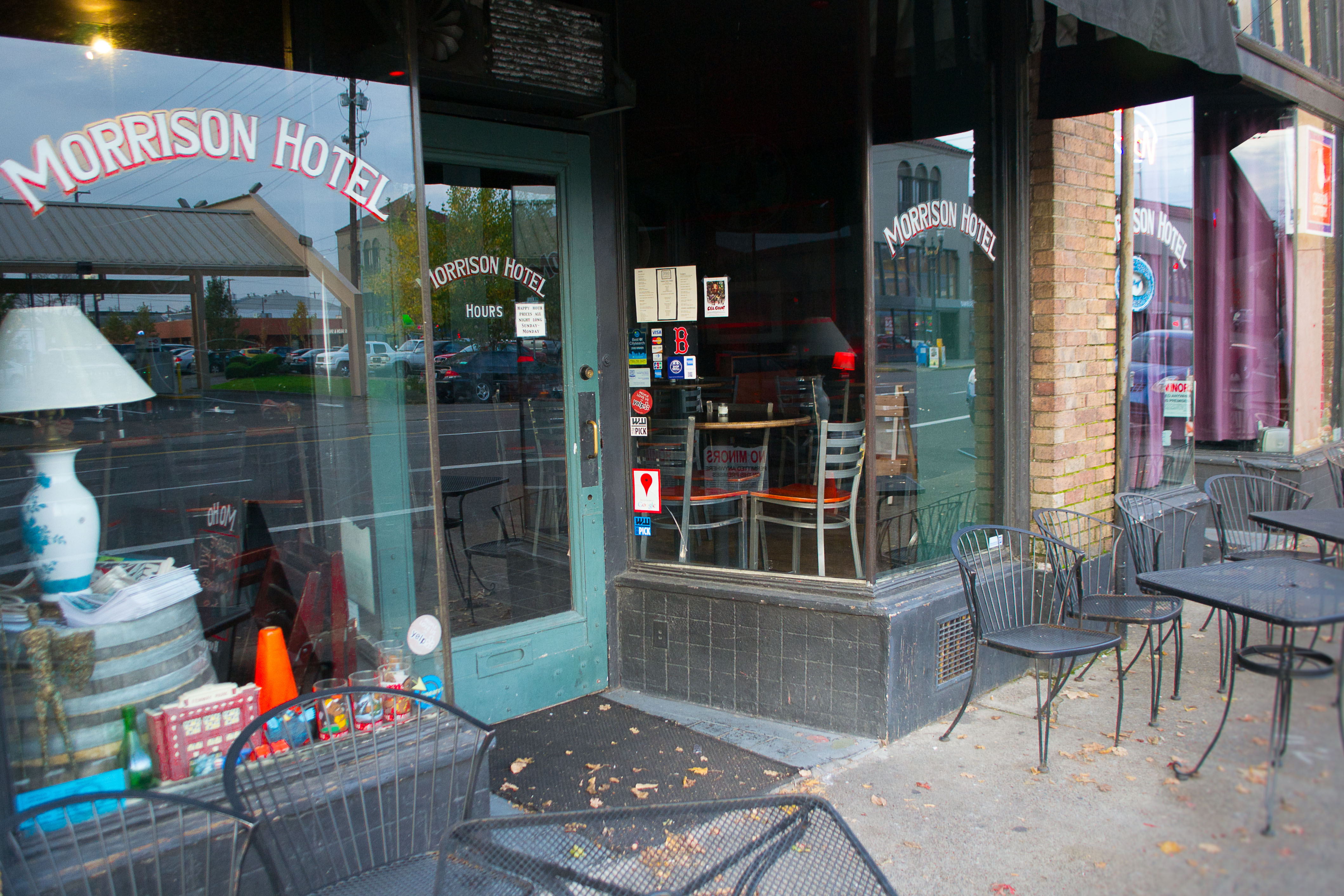
Una rèplica de l'edifici Morrison Hotel al 2012.

La tornada als orígens d'aquest àlbum es deu en gran manera per la voluntat de la banda d’evitar les llargues sessions de The Soft Parade, on van necessitar fins a nou mesos d’estudi per completar el disc. També el fet de rebre crítiques negatives va acabar de decidir al grup.
A Morrison Hotel ja es fa notar un gir cap al blues, que The Doors encara portaria més enllà al seu següent treball, L.A. Woman.
L’àlbum es va enregistrar als estudis d’Elektra Records a Los Angeles entre el novembre de 1969 i el gener de 1970, amb l’excepció d’«Indian Summer» que ja s’havia enregistrat a l’agost de 1966 durant les sessions del seu àlbum debut The Doors. De fet, aquest és el primer tema que mai va enregistrar la banda.
Tot i no disposar d’un senzill de gran èxit, l’àlbum conté alguns dels temes més famosos de la banda, com «Roadhouse Blues», tema que van tocar en directe de forma regular i que apareix a tots els recopilatoris de la banda. L'harmònica de la cançó està interpretada per John Sebastian (membre de Loovin’ Spoonful), que es trobava a Los Angeles en aquells moments i que era amic de Paul A. Rothchild. Als crèdits del disc figura com a G. Plugese ja que, segons John Densmore descriu a les seves memòries "Riders on the Storm: My Life with Jim Morrison and The Doors", Sebastian va decidir utilitzar un pseudònim per no veure’s associat públicament amb The Doors al sentir-se avergonyit tant de la mala acollida del seu anterior treball, The Soft Parade, com de la mala fama de Jim Morrison (ja amb diversos problemes legals per la seva actitud provocativa als escenaris).

## Publicació
Morrison Hotel va ser publicat el 9 de febrer de 1970. Va tenir una bona acollida arribant fins al número 4 de la llista Billboard 200, llista on es va mantenir durant 27 setmanes. Com a únic senzill per promocionar el disc es va llançar «You Make Me Real» / «Roadhouse Blues», que aconseguí arribar a la posició 50 de la llista Billboard Hot 100.
L’any 2001, amb un milió d’unitats venudes, Morrison Hotel va assolir la categoria de disc de platí.
El disc ha estat inclòs a la compilació dels considerats "1001 àlbums que has d’escoltar abans de morir" (1001 Albums You Must Hear Before You Die).
La fotografia de la portada va ser feta per Henry Diltz al Morrison Hotel, a South Hope Street del centre de Los Angeles. La banda no disposava de permís per fer fotografies, així que van esperar fins que el recepcionista va ser cridat fora de la seva posició. En aquell moment, tots quatre van saltar cap a la finestra i van ocupar les seves posicions tal qual Diltz va capturar. La contraportada és una fotografia del Hard Rock Cafe a 5th Street, el mateix local on es troba la banda a la fotografia interior de l'àlbum. En aquest mateix Hard Rock Cafe, al 1983, Michael Jackson va filmar part del videoclip del seu senzill «Beat It».

## Llista de cançons
| 1. | «Roadhouse Blues»     | Jim Morrison; música de The Doors | 4:04 |
| 2. | «Waiting for the Sun» | Morrison                          | 3:58 |
| 3. | «You Make Me Real»    | Morrison                          | 2:50 |
| 4. | «Peace Frog»          | Morrison, Robby Krieger           | 2:52 |
| 5. | «Blue Sunday»         | Morrison                          | 2:08 |
| 6. | «Ship of Fools»       | Morrison, Krieger                 | 3:06 |

| 1. | «Land Ho!»             | Morrison, Krieger             | 4:08 |
| 2. | «The Spy»              | Morrison                      | 4:15 |
| 3. | «Queen of the Highway» | Morrison, Krieger             | 2:47 |
| 4. | «Indian Summer»        | Morrison, Krieger             | 2:33 |
| 5. | «Maggie M'Gill»        | Morrison; música de The Doors | 4:24 |

## Personal
Informació provinent de l'edició original d'Elektra de 1970.

#### The Doors
- Jim Morrison – veu
- Ray Manzarek – piano, teclats, guitarra a «Maggie M’Gill»
- Robby Krieger – guitarra
- John Densmore – bateria

#### Músics addicionals
- Ray Neopolitan – baix
- Lonnie Mack – baix a «Roadhouse Blues» i «Maggie M’Gill»
- John Sebastian (com a “G. Plugese”) – harmònica a «Roadhouse Blues»

### Producció
- Producció – Paul A. Rothchild
- Enginyeria – Bruce Botnick
- Disseny – Gary Burden
- Fotografia – Henry Diltz

## Llistes

#### Àlbum
| Any  | Llista        | Posició | Setmanes llista |
| ---- | ------------- | ------- | --------------- |
| 1970 | Billboard 200 | 4       | 27              |

#### Senzill
| Any  | Senzill (Cara A / Cara B)              | Llista            | Posició | Setmanes llista |
| ---- | -------------------------------------- | ----------------- | ------- | --------------- |
| 1970 | «You Make Me Real» / «Roadhouse Blues» | Billboard Hot 100 | 50      | 6               |

### Certificacions
| País                                              | Certificació | Unitats venudes |
| ------------------------------------------------- | ------------ | --------------- |
| Estats Units (RIAA)                               | Platí        | 1.000.000^      |
| Regne Unit (BPI)                                  | Or           | 100.000^        |
| Canadà (Music Canada)                             | Platí        | 100.000^        |
| Austràlia (ARIA)                                  | 2 x Platí    | 140.000^        |
| França (SNEP)                                     | Platí        | 300.000^        |
| ^ Indica vendes basades només en la certificació. |              |                 |